# 福禄寿酒造
福禄寿酒造株式会社（ふくろくじゅしゅぞう、英: Fukurokujyu Brewery co.,ltd）は、秋田県五城目町の酒蔵。

## 概要
一向一揆の影響で加賀国から秋田に逃れてきた渡邉家の初代彦兵衛が1688年（元禄元年）に創業。当初はどぶろくの製造を主軸としていたが、幕末から本格的に酒の製造を始めた。
1944年に株式会社渡邉彦兵衛商店として法人化。2004年10月に福禄寿酒造株式会社と改称した。「福禄寿」や「一白水成」などの醸造元として知られる。
当主は代々「彦兵衛」（ひこべえ）を襲名し、15代目となる当代彦兵衛は、2005年に五城目町長に就任した。これに伴い、福禄寿酒造の経営は妻が切り盛りし、その後、子息の康衛が社長に就任。日本酒の試飲や購入さらに町の文化等を発信する新施設「下タ町醸し室HIKOBE」を開業したほか、県内の若手蔵元とともに「NEXT5」を結成している。
1996年に上酒蔵・下酒蔵・事務室・住宅が国の登録有形文化財に登録される。

## 沿革
- 1688年 - 創業。
- 1944年 - 「株式会社渡邉彦兵衛商店」に改組。
- 1996年 - 社屋（上酒蔵・下酒蔵・事務室・住宅）が国の登録有形文化財に登録。
- 2004年 - 社名を「福禄寿酒造株式会社」に変更。